# Mauricio Mazzetti
Mauricio Matías Mazzetti Latini (Córdoba, 18 juni 1986) is een Argentijns voetballer die sinds 2012 speelt voor Universitario de Sucre. Hij is ook in het bezit van een Italiaans paspoort.

## Carrière
Mazzetti speelde in zijn vaderland met name in de Primera B Nacional, bij Racing de Córdoba, Club Atlético Talleres de Córdoba, Trinidad de San Juan en meest recentelijk Gimnasia y Esgrima de Mendoza. In de zomer van 2012 besloot hij te vertrekken naar Europa, alwaar hij uiteindelijk bij FC Emmen een contract voor één jaar met een optie voor nog één jaar verdiende. In de eerste seizoenshelft speelde hij slechts vijf competitiewedstrijden en één bekerwedstrijd, waarna club en speler in goed overleg besloten het contract te ontbinden. Mazzetti vertrok vervolgens transfervrij naar Universitario de Sucre in Bolivia.

## Statistieken
| Seizoen | Club                      | Competitie                              | Wedstrijden | Doelpunten |
| ------- | ------------------------- | --------------------------------------- | ----------- | ---------- |
| 2002/04 | San Lorenzo (Cba.)        | ?                                       | ?           | ?          |
| 2004/08 | Talleres (Cba.)           | Primera B Nacional - Torneo Argentino A | ?           | ?          |
| 2008/10 | Racing (Cba.)             | Torneo Argentino A                      | ?           | ?          |
| 2010/11 | Trinidad                  | Torneo Argentino B                      | ?           | ?          |
| 2011/12 | Gimnasia y Esgrima (Mza.) | Torneo Argentino B                      | ?           | ?          |
| 2012/13 | FC Emmen                  | Eerste divisie                          | 5           | 0          |
| 2013/   | Universitario de Sucre    | Liga de Fútbol Profesional Boliviano    |             |            |